# 布雷茲尼克

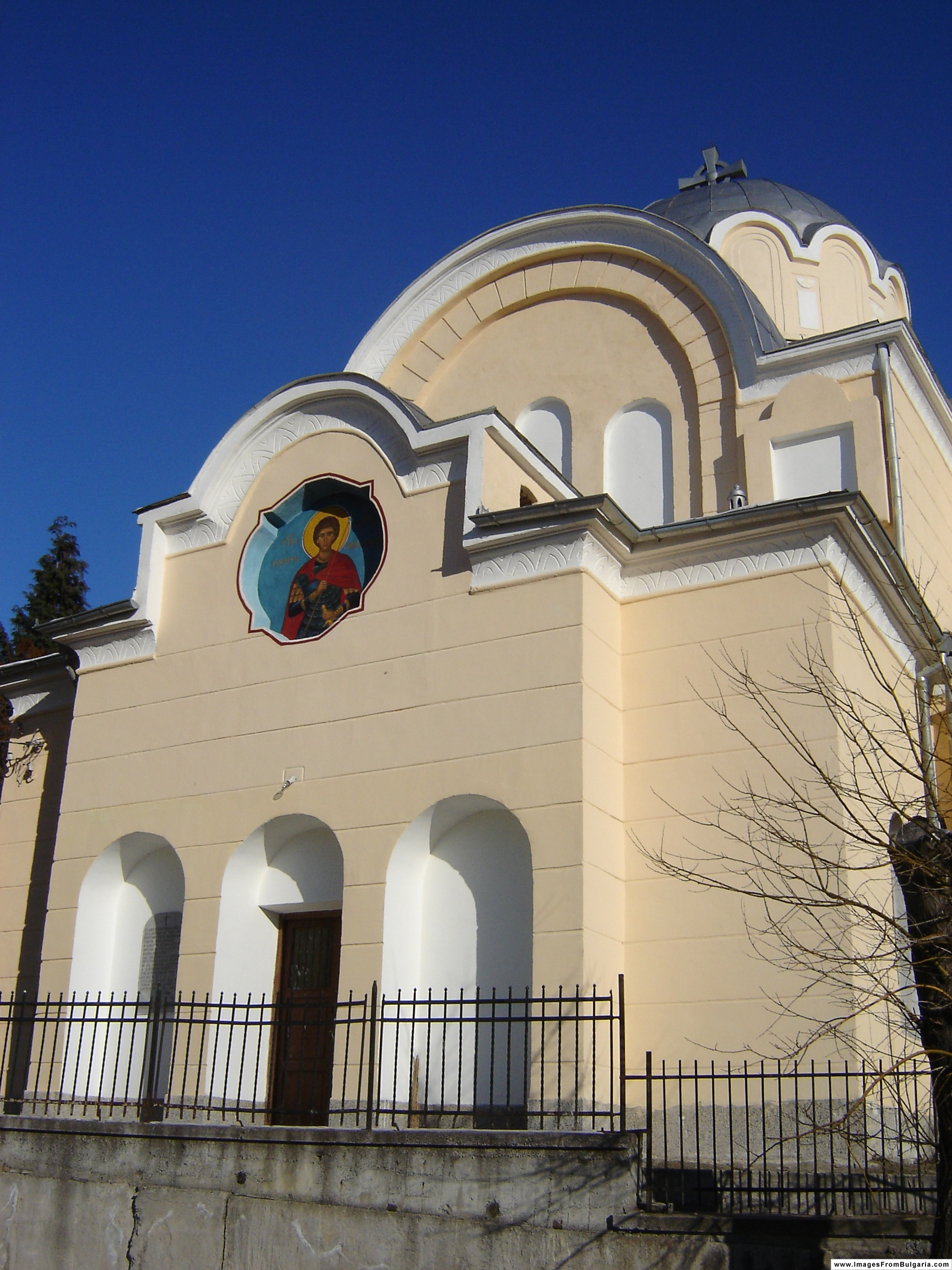
圣尼古拉教堂

布雷茲尼克是保加利亞西部佩爾尼克州布雷茲尼克市鎮的城鎮及行政中心，距離州府佩爾尼克20公里，海拔高度756米，受大陸性氣候影響，2004人口4,489，居民主要信奉東正教。